# Вікторія (Леовський район)
Вікторія (рум. Victoria) — село в Леовському районі Молдови. Входить до складу комуни, адміністративним центром якої є село Серетень.